# Lars Åkerhielm den yngre
Albert Lars Evert Åkerhielm af Blombacka (i riksdagen kallad Åkerhielm af Blombacka i Stockholm), född 14 april 1846 i Stockholm, död 7 maj 1920 i Engelbrekts församling i Stockholm, var en svensk friherre, ämbetsman och politiker.

## Biografi
Lars Åkerhielm var son till Claës Edvard Åkerhielm af Blombacka och dennes hustru Gustafva Vilhelmina, född Askerbom. Han blev student vid Uppsala universitet 1863 och tog hovrättsexamen 1869. Samma år blev han auskultant i Svea hovrätt samt extra ordinarie notarie samma år och blev vice häradshövding 1872. 1873 blev Åkerhielm tillförordnad förste riddarhuskanslist. 1874–1876 var han notarie i Första kammarens kansli. 1874 blev han amanuens i ecklesiastikdepartementet och tillförordnad kanslisekreterare i Finansdepartementet 1876. 1878–1899 var han kansliråd och byråchef i finansdepartementet, och expeditionschef 1888. Han blev tillförordnad riddarhussekreterare 1880 samt var riddarhussekreterare och ombudsman för riddarhuset 1884–1889.
Han rekryterades av statsminister Gillis Bildt till att bli konsultativt statsråd 28 september 1888 till 27 oktober 1899, och tjänstgjorde därefter under denne samt efterträdarna Gustaf Åkerhielm och E. G. Boström.
Åkerhielm avgick hösten 1899 och blev därefter av Boströmregeringen utnämnd till president i kammarrätten och satt där till 1911. Han var även en aktiv riksdagspolitiker och betrodd förtroendeman inom det högkonservativa, protektionistiska majoritetspartiet i Första kammaren för Göteborgs och Bohus läns valkrets. Under unionskrisen 1905 var han Första kammarens vice talman under den första och andra urtima riksdagen 1905. Han var ordförande i styrelsen för AB Separator 1900–1911 samt ordförande i centralstyrelsen för Skandinaviska kredit AB 1911–1917.

### Familj
1873 gifte han sig med Hulda Charlotta Nyström (född 1849 i Göteborg, död 1909 i Raus församling i Malmöhus län) och paret fick fem barn: Charlotte Marianne (född 1874), Elisabeth (född 1876), Carl Evert (född 1878), Ebba Margareta (född 1882) och Samuel Lars (född 1887). Åkerhielm är begravd på Lovö kyrkogård.

## Utmärkelser

### Svenska utmärkelser
- Riddare och kommendör av Kungl. Maj:ts orden, 18 september 1897.[6]
- Konung Oscar II:s och Drottning Sofias guldbröllopsminnestecken, 1907.[6]
- Konung Oscar II:s jubileumsminnestecken, 1897.[6]
- Kommendör med stora korset av Vasaorden, 6 juni 1916.[6]

### Utländska utmärkelser
- Storkorset av Portugisiska Obefläckade avlelsens orden, senast 1915.[7]
- Kommendör av första klassen av Norska Sankt Olavs orden, senast 1915.[7]
- Riddare av Franska Hederslegionen, senast 1915.[7]